# Olivia Mariamne Devenish

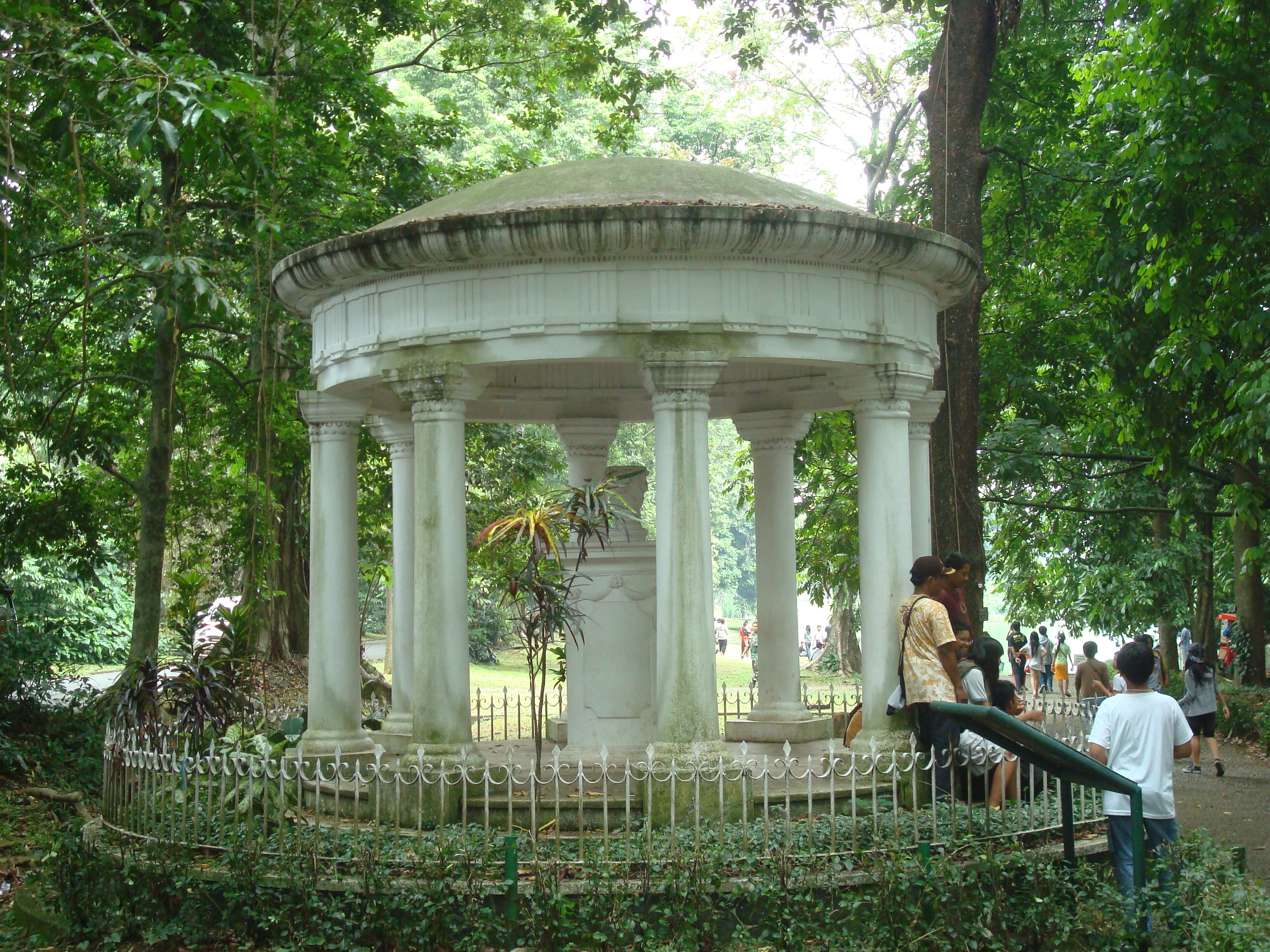
Olivia Devenish Memorial, Bogor

Olivia Mariamne Devenish, född 1771 i Madras i Indien, död 1814 på Buitenzorg på Java. Hon var guvernörsfru i Ostindien och introducerade som sådan flera sociala umgängesreformer, som sedan präglade den västerländska elitens liv under ett sekel framåt. Hon är föremål för ett minnesmärke i Botaniska trädgården i Buitenzorg (Bogor).
Hon var dotter till skotten George Devenish och dennes tjerkessiska fru och växte upp på Irland. Hon gifte sig i Madras 1793 med kirurgen Jacob Cassivelaun Fancourt (död 1800) och 1805 i London med Thomas Stamford Raffles.
År 1811 annekterade britterna Nederländska Indien. Thomas Raffles utsågs till generallöjtnant på Java, och paret flyttade till Batavia (Jakarta). Som "första dam" introducerade hon en del reformer i det sociala umgängeslivet. Hon uppträdde tillsammans med maken vid officiella ceremonier, så som besök hos inhemska makthavare, och höll mottagningar där både könen av olika etnisk tillhörighet blandades, vilket var något nytt på Java där europeiska kvinnor dittills hade isolerat sig från den inhemsk befolkningen. Samtidigt introducerade hon en strikt europeisk stil och rensade ut alla de inhemska seder som då präglade livet i Batavia. Hennes mottagningar var hållna i strikt europeisk stil, och hon avlägsnade spottkoppen för beteltuggning från residenset. Under denna tid klädde sig europeiska kvinnor på Java ofta i den inhemska klädseln kebaya eller sarong, förutom då de visade sig offentligt i kyrkan eller gick på visiter och mottagningar, och de tuggade även betel. Dessa inhemskt präglade seder hos de västerländska innevånarna på Java uppfattades som dekadens av besökare från Europa. Devenish förbjöd betel för vita kvinnor och gjorde det till regel för vita kvinnor att klä sig västerländskt även till vardags, reformer som man sedan höll fast vid under 1800-talet. Det skulle dröja hundra år innan västerländska kvinnor på Java bar inhemska kläder.